# Natri ferrocyanide
Natri ferrocyanide, còn có tên tetranatri hexacyanoferrat hay natri hexacyanoferrat(II), là một loại phức chất của sắt(II) có công thức hóa học Na4Fe(CN)6, tồn tại dưới dạng tinh thể màu vàng trong suốt ở nhiệt độ phòng và phân hủy ở nhiệt độ nóng chảy. Nó tan được trong nước và không tan trong cồn. Mặc dù có mặt phối tử cyanide. natri ferrocyanide không thực sự độc (lượng cho vào hàng ngày cho phép 0–0,025 mg/(kg trọng lượng cơ thể)) vì gốc cyanide bị bao chặt quanh kim loại. Tuy nhiên. như với mọi gốc ferrocyanide khác, nó có thể phản ứng với axit hay phân hủy dưới ánh sáng để giải phóng khí hydro xyanua.
Ở dạng ngậm nước, Na4Fe(CN)6·10H2O, nó thỉnh thoảng còn gọi là prussiate vàng soda (Yellow prussiate of soda – YP Soda). Màu vàng là màu của anion ferrocyanide.

## Sử dụng
Natri ferrocyanide là chất phụ gia hóa học dưới số E E535. Nó được thêm vào thực phẩm dưới dạng muối ăn. Khi kết hợp với sắt, nó chuyển thành một chất nhuộm màu xanh dương đậm, với thành phần chính là xanh Phổ (Prussian blue). Trong nhiếp ảnh, nó dùng để tẩy, tô màu, và gia cố. Trong công nghiệp dầu mỏ, nóp dùng để loại bỏ gốc thiol. Nó còn được dùng làm chất chống đông để phủ trên các thanh hàn.